# Алибеков, Исхак Алибекович
Исха́к Алибе́кович Алибе́ков (28 сентября 1908 — 10 мая 1991) — советский врач, организатор здравоохранения, Герой Социалистического Труда (1969), заслуженный врач Казахской ССР (1961).

## Биография
Родился 28 сентября 1908 года в селе Мукур Петропавловского уезда Акмолинской области (в советское время — Есильского аульного совета Рузаевского района Кокчетавской области, ныне — Район имени Габита Мусрепова Северо-Казахстанской области Казахстана). Родители — Алибек и Умыттык Жакеевы.
Окончил Алма-Атинский государственный медицинский институт им. В. М. Молотова в 1938 году.
В 1942—1943 годах работал в Енбекшильдерской райбольнице и Акмолинском облздравотделе, заведовал Рузаевской районной больницей, затем работал заведующим сектором облздравотдела в Петропавловске. В 1943—1946 годах работал начальником эвакогоспиталей, бригадным врачом в советских войсках в Германии.
В 1946—1953 годах вновь возглавлял Рузаевскую районную больницу. В 1953—1958 годах работал заведующим Кокчетавским облздравотделом.
В 1958—1973 годах — главный врач Каргалинской участковой больницы в посёлке Фабричном Джамбулского района Алма-Атинской области.
Умер 10 мая 1991 года на 83-м году жизни. Похоронен на кладбище села Каргалы Жамбылского района Алматинской области.

## Семья
Жена — Нагима Касимовна Касимова, внучатая племянница Чокана Валиханова. В браке с ней имел двух сыновей и четырёх дочерей.

## Награды
- Герой Социалистического Труда (1969)
- орден Ленина (1969)
- орден Отечественной войны II степени
- медали СССР
- заслуженный врач Казахской ССР
- Отличник здравоохранения СССР
- Отличник санитарной обороны СССР